# Audentity
Albums de Klaus Schulze
Trancefer
(1981) Dziekuje Poland Live '83
(1983)
Audentity est le quinzième album de Klaus Schulze, édité en 1983 puis ré-édité en 2005.
Le claviériste Rainer Bloss rejoint Klaus Schulze et les deux musiciens de l'album précédent, le violoncelliste Wolfgang Tiepold et le percussionniste Michael Shrieve. Le disque s'inspire du poème Sebastian im Traum de Georg Trakl.
Des séquences de Sebastian im Traum sont utilisés dans le film Le Sixième Sens (1986) de Michael Mann.
Audentity est un double album audacieux, trop avant gardiste, de ce qu’il y a des plus éclectiques où l’on sent nettement la coupure de Schulze par rapport à ses premières œuvres. 

## Titres
Tous les titres ont été composés par Klaus Schulze.
- CD 1

| No | Titre              | Durée |
| -- | ------------------ | ----- |
| 1. | Cellistica         | 24:31 |
| 2. | Spielglocken       | 21:24 |
| 3. | Sebastian im Traum | 28:21 |

- CD 2

| No | Titre                         | Durée |
| -- | ----------------------------- | ----- |
| 1. | Tango-Saty                    | 5:47  |
| 2. | Amourage                      | 10:37 |
| 3. | Opheylissem                   | 5:11  |
| 4. | Gem (bonus sur la ré-édition) | 58:10 |

## Artistes
- Klaus Schulze – Synthétiseurs.
- Michael Shrieve - Percussions.
- Wolfgang Tiepold - Violoncelle.
- Rainer Bloss - Claviers.